# Plynová páka

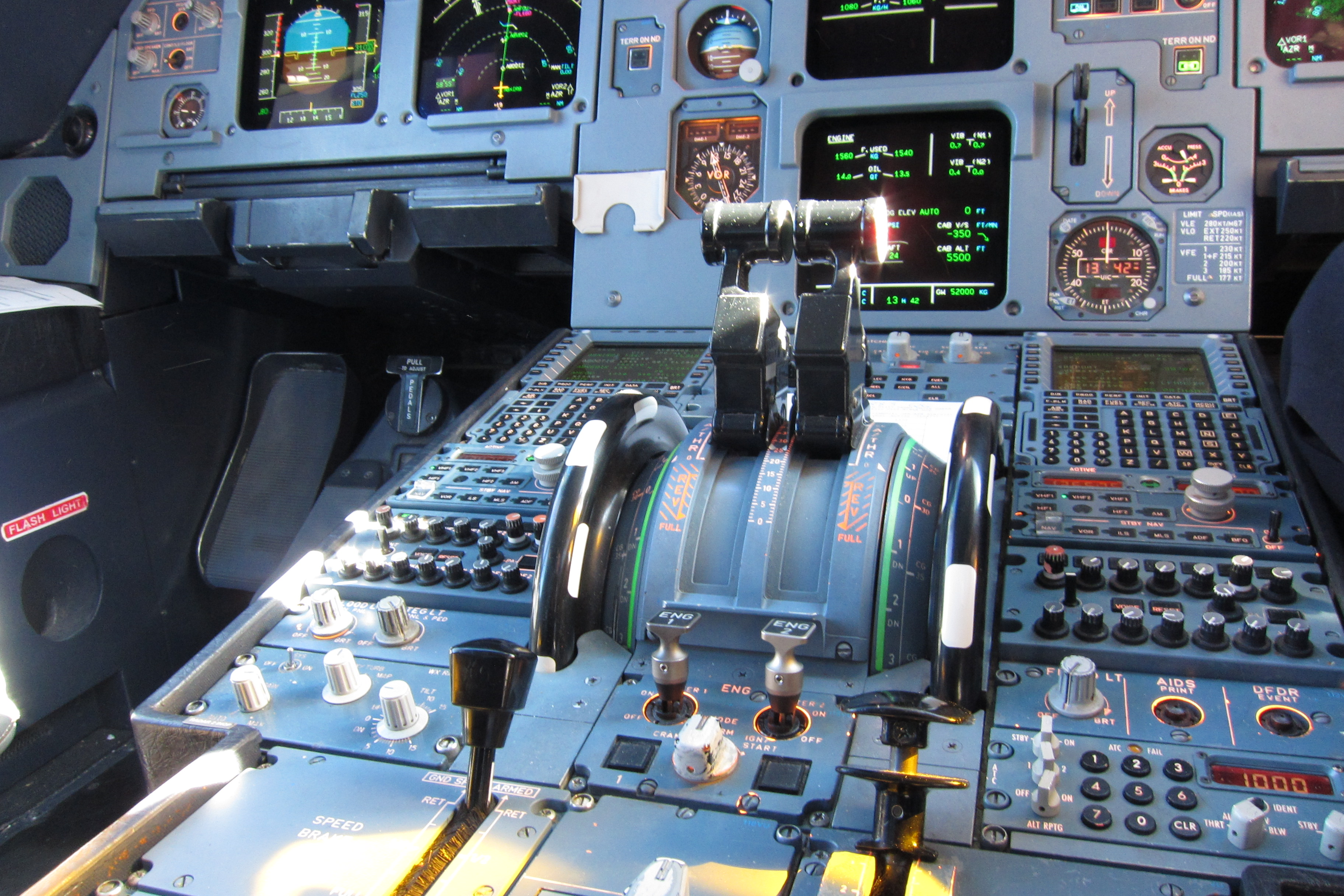
Plynové páky Airbusu A320.

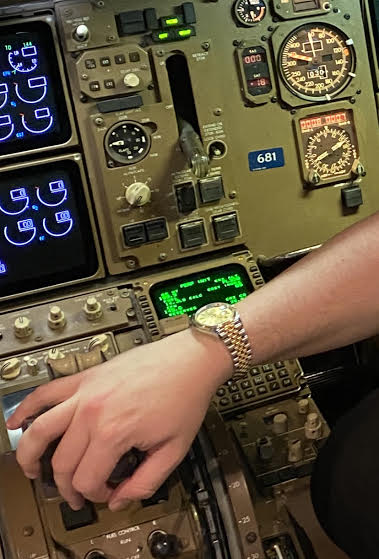
Pilot má položenou ruku na plynové páce letadla Boeing 767.

Plynové páky se nacházejí v kokpitu letadla a pilot, kopilot, palubní inženýr nebo autopilot jimi ovládají tah motorů letadla tím, že řídí přívod paliva do těchto motorů. Plynové páky se používají také na mnoha lodích.
U vícemotorových letadel je na každé plynové páce uvedeno číslo motoru, který ovládá. Obvykle je pro každý motor jedna plynová páka. Plynové páky se obvykle nacházejí na středové konzole letadla nebo na palubní desce menších letadel.
U letadel vybavených obracečem tahu se ovladač každého obraceče tahu obvykle nachází vedle plynové páky příslušného motoru.
Polohu každé páky lze popsat pomocí aktuálního úhlu. Tento údaj se označuje jako úhel plynové páky (TLA). Čím větší je TLA, tím větší je tah motoru.
Sestava plynové páky je často konstruována tak, aby obsahovala vysokotlaké (HP) spínače a pilot tak mohl instinktivně ovládat přívod paliva do motoru. Mikrospínače jsou umístěny v throttle quadrantu tak, aby plynové páky ovládaly spínače a uzavíraly ventily, když jsou páky v nulové poloze. Zatlačením pák dopředu se automaticky aktivují spínače, které otevřou palivové kohouty, které zůstávají otevřené během normálního pracovního rozsahu pák. K opětovnému uvedení spínačů do činnosti jsou zapotřebí dva různé úkony. Plynová páka se musí zatáhnout zpět do nulové polohy a musí se aktivovat mechanická západka nebo překonat detent (pevný bod), aby se páka mohla posunout dále a uzavřít palivový ventil.
Vrtulové motory, včetně turbovrtulových, produkují výkon, který je vrtulí přeměněn na tah. Páky ve vrtulových letadlech se proto nazývají „páky výkonu“ a používají se ve spojení s „pákami nastavení“. Většina letadel s pístovými motory má místo toho plynovou přípusť.